# Francesca Guardigli
Francesca Guardigli (Città di San Marino, 10 aprile 1973) è un'ex tennista sammarinese, la miglior giocatrice nella storia della Repubblica.

## Carriera
Ha raggiunto un best ranking di numero 448 in singolare e numero 234 in doppio. Vanta uno score di 28 vittorie e 61 sconfitte nel circuito ITF e 49-49 nel doppio, vincendo complessivamente 19.061 dollari.
Ha vinto il torneo under 18 ITF a Port Washington e nove titoli ETA.
Ha rappresentato San Marino in Fed Cup, dove vanta uno score di 5 vittorie e 5 sconfitte, ai Giochi del Mediterraneo e ai Giochi dei Piccoli Stati d'Europa, dove ha vinto 8 medaglie (3 ori, 1 argento e 4 bronzi) tra il 1991 e il 2003.